# Manoir de Toulboedo
Le manoir de Toulboedo est situé à Locmalo en France.

## Localisation
Le manoir est situé sur le territoire de la commune de Locmalo, au lieu-dit Toulboedou, dans le département du Morbihan en région Bretagne.

## Description
Manoir de plan en T, il comporte deux pièces par niveau, avec cheminée en pierre en pignon ; la porte axiale dessert un couloir qui conduit à la tour d'escalier ; escalier en pierre sur mur noyau, à deux volées et repos intermédiaire, à deux révolutions. Au niveau du grenier, un escalier secondaire en vis en bois conduit à la pièce haute de la tour. La ferme au sud-ouest est construite en pierre de taille (façade) et moellon (pignon et élévation postérieure). Elle comporte une pièce par niveau desservi par une tour d'escalier postérieure en demi hors-œuvre, sur laquelle était greffé un corps de latrines disparu. Édifice à un étage carré, élévation à travées, toiture à longs pans ; un pignon découvert. Escalier hors-œuvre : escalier tournant à retours sans jour en maçonnerie ; escalier dans-œuvre : escalier à vis sans jour, en charpente.

## Historique
Le manoir appartient au début du XVe siècle Jeanne de Saint-Noay qui rend aveu en 1414 pour son fils Olivier. Après 1509, la terre tombe aux mains de Jean Le Berre, puis par mariage en 1573, à René Borcozel. Du premier manoir, ne subsiste que les vestiges d'une cheminée qui peut remonter au XVe siècle, intégrée au rez-de-chaussée du manoir actuel. Homogène, ce manoir est construit au milieu du XVIIe siècle, peut-être pour René de Toulbodo, sieur de Guidfoss en Plouray, lorsqu'il rentre en possession de la seigneurie en 1646. Dans la deuxième moitié du XIXVe siècle ou au début du XXe siècle, un second logement est créé à l'intérieur du logis avec la transformation de la fenêtre de gauche de l'élévation antérieure en porte et le percement d'une fenêtre à proximité. Une seconde fenêtre est percée entre les deux portes entre 1967 et 2000. Les appentis postérieurs qui encadrent la tour sont aussi édifiés dans la deuxième moitié du XIXe siècle. La ferme qui dépend du manoir est construite au XVIe siècle.
Le manoir est inscrit à l'inventaire général du patrimoine culturel.